# Storcenter Nord
Storcenter Nord er et indkøbscenter i bydelen Christiansbjerg i Aarhus, 2 km nordvest for byens centrum. Storcenteret rummer 50 butikker og spisesteder og har tilknyttet i alt 1.000 parkeringspladser i kælderen og på taget. Storcenter Nord slog dørene op for første gang i 1991. Herman Salling så helt nye muligheder for bygningen og købte den således i februar 1986. Tidligere har den været brugt af GASAs (Gartnernes Salgsforening) som auktionshus, og blev indviet i april 1952.
Centret ejes af Salling group , der også ejer den største butik; et Føtex-varehus samt fra juni 2013 en Netto-butik. Centret har desuden rigt udvalg af udvalgsvarebutikker, herunder kæder som Matas, Expert, H&M og Synoptik. Centrets teatersal er et samlingssted for områdets kulturliv og fungerer bl.a. som auditorium for Institut for Medievidenskab på Aarhus Universitet. Rummet har også lagt vægge til mere betydningsfulde arrangementer, fx de nordiske mesterskaber i skak.
Fra busstoppestederne ved Storcenter Nord og det nærliggende Vanggaard Centret går følgende bybuslinjer: 2A 13
I 2007 blev centret udvidet og antallet af butikker dermed øget til 65. Mest bemærkelsesværdigt ved udbygningen er glasfoyeren.